# Glaphyra kucerai
Glaphyra kucerai är en skalbaggsart som beskrevs av Holzschuh 1998. Glaphyra kucerai ingår i släktet Glaphyra och familjen långhorningar. Inga underarter finns listade i Catalogue of Life.